# 科屈雷斯
科屈雷斯（法語：Cocurès，法語發音：[kɔkyʁɛs]）是法国洛泽尔省的一个旧市镇，属于弗洛拉克区。2016年，科屈雷斯与市镇贝杜埃斯合并为新市镇贝杜埃斯-科屈雷斯。

## 地理
科屈雷斯（44°20'54"N, 3°37'13"E）面积3.55 平方千米，位于法国奧克西塔尼大區洛泽尔省，该省份为法国南部内陆省份，北起上盧瓦爾省和康塔爾省，西接阿韦龙省，南至加尔省，东临阿尔代什省。
与科屈雷斯接壤的市镇（或旧市镇、城区）包括：莱邦东、贝杜埃斯。
科屈雷斯的时区为UTC+01:00、UTC+02:00（夏令时）。

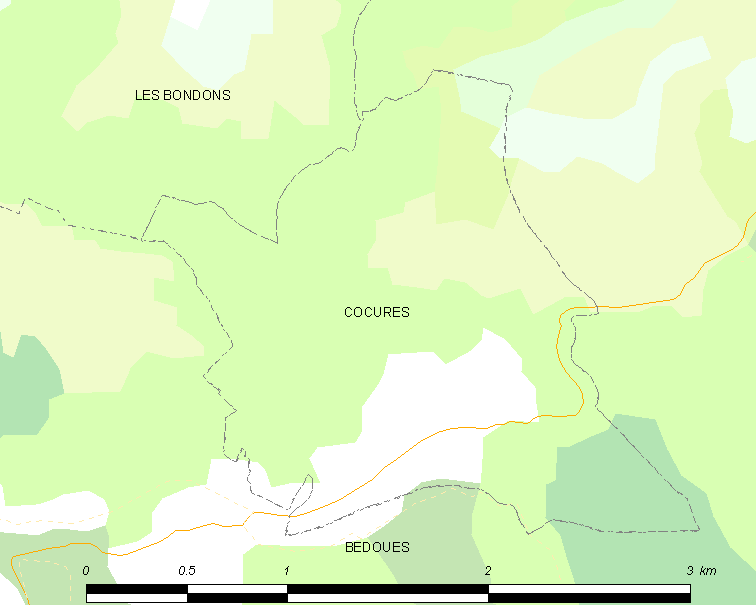
科屈雷斯的OSM定位图

## 行政
科屈雷斯的邮政编码为48400，INSEE市镇编码为48050。

## 政治
科屈雷斯所属的省级选区为圣艾蒂安-迪瓦尔多内县。

## 人口

1962-2008年间科屈雷斯人口变化图示

科屈雷斯于2017年1月1日时的人口数量为190人。